# Liste des évêques et archevêques de Garoua
Pour un article plus général, voir Archidiocèse de Garoua.
L’archevêque de Garoua est à la tête du diocèse de Garoua, au Cameroun.
La préfecture apostolique de Garoua a été créé en 1947, et est devenue un vicariat dès 1953. Le diocèse a été érigé le 14 septembre 1955, et promu archidiocèse métropolitain en 1982.

## Est d'abord préfet apostolique
- 9 janvier 1947 - 24 mars 1953 : Yves Plumey, O.M.I., promu vicaire apostolique

## Puis est vicaire apostolique
- 24 mars 1953 - 14 septembre 1955 : Yves Plumey, O.M.I., promu évêque

## Est évêque
- 14 septembre 1955 - 18 mars 1982 : Yves Plumey, O.M.I., promu archevêque

## Enfin sont archevêques
- 18 mars 1982 - 17 mars 1984 : Yves Plumey, O.M.I.
  - 19 novembre 1982 - 17 mars 1984 : Christian Tumi, archevêque coadjuteur
- 17 mars 1984 - 31 août 1991 : Christian Tumi, nommé archevêque de Douala.
- 23 janvier 1992 - 22 octobre 2016 : Antoine Ntalou
- depuis le 22 octobre 2016 : Faustin Ambassa Ndjodo, C.I.C.M.[1]

## Évêques auxiliaires
- 29 mai 1969 - 19 novembre 1982 : Jean Pasquier, O.M.I., nommé Ngaoundéré

## Sources
(en) « Archidiocese of Garoua », sur catholic-hierarchy.org